# Dilobopterus discoidea
Dilobopterus discoidea är en insektsart som beskrevs av Fabricius 1803. Dilobopterus discoidea ingår i släktet Dilobopterus och familjen dvärgstritar. Inga underarter finns listade i Catalogue of Life.